# 低头贯众
低头贯众（学名：Cyrtomium nephrolepioides）为鳞毛蕨科贯众属下的一个种。

## 扩展阅读
- 維基物種上的相關：低头贯众